# Zmartwychwstanie (obraz Dirka Boutsa)
Zmartwychwstanie Chrystusa – obraz niderlandzkiego malarza doby późnego gotyku Dirka Boutsa, zaliczane do wcześniejszych dzieł artysty. Znajduje się w Norton Simon Museum w amerykańskiej Pasadenie w Kalifornii (nr inw. F.1980.1.P).

## Opis obrazu
Wychodzący z grobu Chrystus ukazany jest niemal całkowicie frontalnie; zajmuje sam środek kompozycji. W pełni prostopadle usytuowany jest monumentalny marmurowy nagrobek, z odłożoną także prostopadle płytą wierzchnią, na której stoi odziany w białe szaty anioł. Trzej strażnicy pilnujący grobu odziani są w stroje według ówczesnej mody dworskiej, choć ich kostiumy bardziej przypominają stroje mieszczańskie aniżeli rycerskie. Artysta potraktował każdego ze strażników indywidualnie, jeden z nich – spoczywający na brzuchu rycerz – położył swoją głowę na przedramionach, drugi śpi, trzymając lancę i opierając się o wieko grobowca, trzeci ogarnięty jest konsternacją przez to niezwykłe wydarzenie.
Kolorystyka dzieła podporządkowana jest tonacjom kremowo-białym, intensywnym czerwieniom i stonowanym zieleniom. Dzieło charakteryzuje się głęboką przestrzenią, choć podział kompozycji jest wyraźnie dwuplanowy. Pierwszy plan tworzy treść obrazu, natomiast drugi – rozległy krajobraz tworzony przez góry i pagórki rozdzielone doliną, na której jest wytyczona droga prowadząca do odległego miasta, którego fragmenty z dominującymi nad nim dwoma wieżami widoczne są w najdalszej głębi. Ku niemu podążają dwie postacie ukazane w głębi, tworzące niewielki autonomiczny wobec głównej treści obrazu sztafaż. Poszczególne elementy pejzażu artysta potraktował naturalistycznie z wyszczególnieniem i wyostrzeniem detali, co potwierdzają liczne drzewa rozproszone w różnych partiach kompozycji. Złociste niebo oznajmujące świt pokrywają drobne szaroniebieskie obłoki tworzące harmonię z głębią. Ten obraz wystawia artyście świadectwo dobrej znajomości nowatorskich wówczas opracowań przestrzennych, przede wszystkim perspektywy powietrznej. Intensywna zieleń w dalszych planach ulega stopniowemu stonowaniu ku szarym błękitom.
Pierwotnie obraz stanowił kwaterę bocznego skrzydła Ołtarza Ukrzyżowania, z którego zachowała się poza Zmartwychwstaniem kwatera przedstawiająca Złożenie do Grobu znajdująca się w zbiorach londyńskiej National Gallery.